# Sweet Leaf
Sweet Leaf è un brano musicale dei Black Sabbath contenuto nel loro album del 1971 Master of Reality.

## Il brano
La canzone, un inno celebrativo alla marijuana, deve il suo titolo a un pacchetto di sigarette acquistato a Dublino dal bassista del gruppo Geezer Butler, che recava sulla confezione la scritta "the sweet leaf" ("la dolce foglia") riferita al tabacco contenuto. Il brano comincia con un colpo di tosse del chitarrista Tony Iommi ripetuto più volte con un effetto eco.

### Significato
forever on a down,

Until you took me showed me around,

My life is free now,

my life is clear,

I love you sweet leaf, though you can't hear»
sempre sull'orlo di un baratro,

Finché non mi hai preso,

mi hai fatto vedere ogni cosa,

La mia vita è libera adesso,

la mia vita è limpida,

Ti amo dolce foglia, anche se non puoi sentire»
(Sweet Leaf, Black Sabbath)
Sorretta da uno dei riff più potenti e pesanti mai composti da Iommi, il brano è implicitamente una celebrazione messa in musica delle proprietà "curative" e "ricreative" della marijuana, molto in voga all'epoca tra Ozzy Osbourne e compagni.

## Formazione
Black Sabbath
- Ozzy Osbourne - voce
- Tony Iommi - chitarra
- Geezer Butler - basso
- Bill Ward - batteria

## Cover
Sweet Leaf è stata reinterpretata da numerosi artisti, tra i tanti:
- Ugly Kid Joe sul loro EP del 1991 As Ugly as They Wanna Be.
- Six Yard Box in Imagination Is Greater Than Knowledge del 1993.
- Storm Orphans sull'album Marijuana's Greatest Hits Revisited del 1993.
- Sacred Reich sull'album compilation Hempilation: Freedom Is NORML.
- Stuck Mojo sull'EP del 1996 Violated.
- Ancient sul disco Det Glemte Riket del 1999.
- Godsmack sul disco tributo ai Black Sabbath Nativity in Black II.
- Bigelf sul loro EP  del 2001 Goatbridge Palace.
- Galactic sul loro live album del 2001 We Love 'Em Tonight: Live at Tipitina's.
- Six Feet Under in Graveyard Classics del 2000.
- Gov't Mule nel DVD del 2003 The Deepest End, Live In Concert.
- Widespread Panic nell'album live del 2004 Jackassolantern.
- Sapattivuosi in  Sapattivuosi Vol. 2 del 2005.
- Alexisonfire in Trailer Park Boys The Movie Soundtrack del 2006.
- Thou sull'EP Through the Empires of Eternal Void del 2009.

### Usi accreditati del brano
Osbourne, Iommi, Butler, e Ward sono accreditati come coautori nelle seguenti canzoni a causa dell'utilizzo di parti di Sweet Leaf:
- Sweat Loaf dei Butthole Surfers nel loro album del 1987 Locust Abortion Technician.
- Busted in Baylor County (Sweet Leaf version) degli Shooter Jennings nell'album Put the "O" Back in Country del 2005.

### Campionamenti
Frammenti di Sweet Leaf sono stati campionati da:
- I Beastie Boys per Rhymin' & Stealin sul loro album Licensed to Ill del 1986.
- I Murphy's Law campionarono l'inizio della canzone in Quest for Herb, contenuta nel loro album Back with a Bong del 1989.
- Il chitarrista dei Red Hot Chili Peppers, John Frusciante, suona il riff principale della canzone nel finale di Give It Away.
- I Pansy Division per Headbanger sul loro album compilation del 1997 More Lovin' From Our Oven.

## Curiosità
- Stralci del testo della canzone, scritto sui muri dell'appartamento del serial killer David Berkowitz, sono stati trovati dalla polizia, insieme ad altri graffiti satanici, durante la perquisizione della sua abitazione dopo l'arresto.[4]